# Водопад код Букве
Водопад код Букве један је од водопада на реци Јањ у општини Шипово.
Водопад се налази на око 500 m од извора реке Јањ, где река скреће у мању клисуру и пада преко пречаге која је висине око 12 m. Недовољно је познат и посећен због неприступачности терена, а најлакши приступ водопаду је из села Подосоје. Водопад код Букве је геоморфолошки споменик природе.